# Geochimie
Geochimia este o ramură a chimiei care studiază răspândirea geografică și deplasarea elementelor chimice care alcătuiesc scoarța pământului.

## Istoric
La începutul secolului XX, Max von Laue și William L. Bragg au demonstrat că difracția radiației X ar putea fi utilizată pentru a determina structura cristalină.  În perioada 1920-1930, Victor Goldschmidt și asociații săi de la Oslo și Göttingen au aplicat această metodă asupra mai multor minerale comune, formulând un set de reguli pentru modul în care elementele sunt grupate. Goldschmidt a publicat aceaste rezultate în seria Geochemische Verteilungsgesetze der Elemente (Legi geochemice de distribuție a elementelor).:2